# 部首
部首，是依照漢字型態和偏旁所分的門類，而所有漢字勢必分類在某個部首中。

## 历史
部首的概念由東漢文字學家許慎於公元100年（永元12年）所著之《說文解字》所創，共立540個部首。從此字書一般使用部首作為漢字的檢字方式。
之後、許多字書模仿《說文解字》，以部首來分類漢字。如《玉篇》（542部首）、《類篇》（540部首）等，這些字書採用的字體已經是楷書，內容也不是解說文字的來源，而是說明字義為主。但使用的部首幾乎與《說文解字》相同，不易檢索的缺點仍在。
中國古代，由于採用韻目排列的方式檢字方便，且还有助於填詩，所有字書中曾长期使用韻目排列而非用部首排列，例如宋代時就有人把《說文解字》改以韻目順序排列出版。遼代的僧侶行均之《龍龕手鑑》（242部首）、金代的韓孝彦、韓道昭的《五音篇海》（444部首）等字書，開始嘗試調整部首數量，追求更高的檢字方便性。尤其《五音篇海》中，首度將同一部首內的漢字（部分）採用筆劃數排列。但這些字書的部首本身仍不是採用筆劃數排列。
清朝康熙五十五年（1716年）成書的《康熙字典》的214個部首，是後來大部份字典部首的藍本，為了方便查詢，部首跟筆劃區分。

## 現行部首

### 正體中文部首
現行之214部首，是明朝萬曆43年（1615年）時由梅膺祚所編纂之《字彙》創始的。《字彙》是第一本部首本身的排列與部首内的文字排列都採用筆劃數順序的劃時代字書。並大膽整併以往字書中經常可見之過少文字的部首，這本字典的誕生使部首檢字容易了許多。《說文解字》的部首是將漢字以意味加以分類的體系，而《字彙》的部首則更接近是為了檢索漢字的分類工具。但整體而言仍然帶有以意義分類漢字的精神；之後《康熙字典》承襲《字彙》的214部首，《康熙字典》亦成為近代字典之標準，稱為「康熙部首」。
台灣出版的字典所採用的部首多符合《康熙字典》的214部首。香港的一些字典在康熙部首的基礎上有所刪減，如商務印書館的《商務新詞典》沒有二部等康熙部首。

### 簡體中文部首
由于中国大陆推行简化字，康熙部首不能适应实际需求，中国文字改革委员会和中国国家出版局於1983年发布了《汉字统一部首表（草案）》。2009年中华人民共和国教育部和国家语言文字工作委员会发布《GF 0011-2009 汉字部首表》重新整理汉字部首，共分成主部首（201個）和附形部首（100個），之後於正式文件中定為99個附形部首。
這201個部首當中只有2個不在214個康熙部首當中：业部與龺部，相對的，214個康熙部首當中有15個不在這201個簡體中文部首當中。
中國大陸對漢字的歸部方式與傳統字典有所不同，執行的標準是《GB13000.1 字符集汉字部首归部规范》。此外，為了方便檢字，《现代汉语词典》等字詞典（汉语拼音序）會採取「多開門」的方式，將一個字分立在多個部首下，每個部首下都可以直接找到該字所在的頁碼。

### 日本漢字部首
對於日本漢字，日本的字辭典大多沿用康熙字典的部首，並在其後加註新字體。類似中國大陸的「多開門」方式，有些國語辭典（五十音順）為了查找方便，會加設「新部首」，可在該部首下查到漢字真正的部首；而漢和辭典（部首序）則會在每個部首下加註不屬於該部首的漢字，並引導至正確的部首。
日本漢字部首總共有253個，見Radical Table for Multi-Radical Selection。

## 部首分類實務
《康熙字典》原則上使用文字的意符作為分類，部首原則上是表示一組文字的共通意義，部首所在位置不固定。漢字的90%是形聲字，形聲字是由表示意義的「形符」與表示發音的「聲符」組成的。形聲字通常使用「形符」為部首，有助於容易判斷部首的部分。然而，會意字則是完全由「形符」所組成，所以難以判斷何者為部首。
《康熙字典》的部首限制在214個，為求搜尋的方便，有些部首的歸類與字義無關。例如按照原則，所有象形字都應該自成部首，但這樣會造成很多象形文字的部首僅有這個字。所以像是「甲」「申」「由」這些象形字，全部歸類到「田部」，以及「卵」歸類到「卩部」、「光」歸類到「儿部」，等等。另外，甚至有「亠部」這種原先沒有的文字，專做字形分類用而製造的部首。
部首分類的實際方式並沒有定案，同一個漢字在不同字典裡可能分類到不同部首。一般來說，通常正統還是以康熙字典為主，但部份字典編輯者，會依造自己的理念加以調整。例如為了調整《康熙字典》的不合理，將「章」從「立部」改歸「音部」者。

## 簡化字的影響
雖然大部分漢字簡化是整個部首一起調整，無礙其部首變化。但也有某些字簡化後部首完全消失。此時勢必進行部首的調整，但調整後的部首多半只是選擇相近字型。
例如：「發（癶部）」與「髮（髟部）」的簡化字作「发」，歸為「又部」。以往字書均屬「入部」的「內」字，由於寫法變為「内」，在中國大陸和日本均改從「冂部」。
簡化後的文字該歸為哪個部首，在日本並沒有嚴格規範。現況是每本字典可能都採用不同的方式分類。

## 偏旁
偏旁是部首作為左旁或右旁時的稱呼。例如「心部」作為左偏旁時，如「情」「性」「憎」，會變形為三劃的「忄」。又稱為「豎心旁」。放在文字下方時，有「志」「慕」兩種外形。但這些變化都不妨礙其歸入「心部」。

## 現代使用
中國大陸目前使用漢語拼音排列的字典比部首排列風行，但以汉语拼音排序的字典会附以部首检字表，而香港和台灣的字典仍採用部首排列為主。部首檢字在不知道文字讀音時，有其不可替代性，例如日本常見的漢和辭典就以部首排序，常在不知道漢字的讀法時使用。
不過部首檢字也有其侷限性，許多漢字難以歸部或確定哪個部件才是部首，這類漢字稱為「難檢字」，對此許多字詞典都會按筆畫數設難檢字表。
另外，部首分類也是使用漢字之文化圈少數的共通點。例如中國大陸的國標碼使用漢語拼音排列、日本的JIS使用漢字日文音讀排序，台灣的大五碼則使用筆劃數為主，部首為輔的順序。在制定Unicode時，由於有些漢字為某地特有，在其他地區可能沒有讀音；並為了考慮各方都能接受的排列法，最後選擇了康熙字典214部首作為Unicode中日韓統一表意文字排序的方式，但中日韓統一表意文字有漢字併合的問題，很多併合的文字在各地筆劃數不同，故Unicode採部首為主、先繁後簡、筆劃為輔的方式。